# Raging Silence
Raging Silence är ett studioalbum av det brittiska rockbandet Uriah Heep, utgivet 1989. Första skivan med sångaren Bernie Shaw.

## Låtlista
1. "Hold Your Head Up (Argent/White)" - 4:33
2. "Blood Red Roses (Goalby)" - 4:10
3. "Voice On My TV (Box/Lanzon)" - 4:20
4. "Rich Kid (Bolder)" - 4:49
5. "Cry Freedom (Box/Lanzon)" - 4:34
6. "Bad Bad Man (Lanzon)" - 4:11
7. "More Fool You (Box/Lanzon)" - 3:34
8. "When the War is Over (Prestwich)" - 5:09
9. "Lifeline (Roddy/Medica/Frederiksen/Haselden)" - 4:53
10. "Rough Justice (Box/Lanzon/Bolder/Shaw)" - 4:21

Raging Silence remasterrades 1998 med flera bonusspår:
1. "Miracle Child (B-sida)"
  - B-sida till "Hold Your Head Up."
2. "Look At Yourself (Live-B-sida)" Liveinspelning från 1987.
  - 12"-singel, b-sida till "Blood Red Roses" och "Rough Justice."
3. "Too Scared To Run (Live)" Liveinspelning från 1987
  - Tidigare ej lanserad
4. "Corina (Live)" Liveinspelning från 1987
  - Tidigare ej lanserad.
5. "Hold Your Head Up (utökad version)"
  - Tidigare ej lanserad.

An expanded De-Luxe CD was released in 2006 with seven bonus tracks:
1. "Miracle Child(B-sida)" 
  - B-sida till "Hold Your Head Up."
2. "Corina (Originaldemoversion)"
  - Tidigare ej lanserad.
3. "Mr. Majestic (Originaldemoversion)"
  - Tidigare ej lanserad.
4. "Pacific Highway (Originaldemoversion)"
  - Tidigare ej lanserad.
5. "Blood Red Roses (utökad version)"
  - Tidigare ej lanserad.
6. "Hold Your Head Up (utökad version)"
  - Tidigare ej lanserad.
7. "Corina (Live)" Liveinspelning från 1987
  - Tidigare ej lanserad

## Medlemmar
- Bernie Shaw - Sångare
- Mick Box - Gitarr, och sång
- Phil Lanzon  - Keyboards och sång
- Trevor Bolder  - Bas
- Lee Kerslake - Trummor